# Conselleria de Treball i Afers Socials de la Generalitat Valenciana
La Conselleria de Treball i Afers Socials de la Generalitat Valenciana fou una conselleria o departament del Consell de la Generalitat Valenciana amb les competències que tenia l'anterior Conselleria de Treball i Seguretat Social, que estigué en funcionament entre el 17 de juliol de 1991 i el 24 de febrer de 1997.

## Llista de Consellers de Treball i Afers Socials
| Legislatura | Nom                               | Inici                | Fi                   | Partit |
| ----------- | --------------------------------- | -------------------- | -------------------- | ------ |
| III         | Martín Sevilla Jiménez            | 17 de juliol de 1991 | 12 de juliol de 1993 | PSPV   |
| III         | Francisco Javier Sanahuja Sanchis | 12 de juliol de 1993 | 6 de juliol de 1995  | PSPV   |
| IV          | José Sanmartín Esplugues          | 6 de juliol de 1995  | 24 de febrer de 1997 | PP     |

Després, les seues competències s'integrarien a les conselleries d'Economia, Hisenda i Ocupació i de Benestar Social.